# Jan Heller
Jan Heller (22. dubna 1925, Plzeň – 15. ledna 2008, Praha) byl český religionista, biblista, protestantský teolog, vysokoškolský pedagog a překladatel z hebrejštiny a foiničtiny.

## Životopis
Jan Heller se narodil v Plzni v rodině učitelů. Studoval na gymnáziu a po maturitě v roce 1944 studoval dálkově teologii v kursu Synodní rady Českobratrské církve evangelické. Současně s tím pracoval jako tzv. prozatímní diakon, učil například náboženství na školách. Měl být nasazen pro potřeby německého válečného průmyslu, ale nestalo se tak kvůli jeho onemocnění astmatem. Studoval na univerzitách v Praze (1945–1948) a Basileji (1947–1948). V letech 1948–1951 byl vikářem Českobratrské církve evangelické v Hořovicích. Zde se seznámil se svou budoucí manželkou, dcerou tehdejšího kurátora. V letech 1950–1992 působil na Komenského evangelické bohoslovecké fakultě, poté již jako emeritní profesor i na Katolické teologické fakultě UK. Zpočátku byl lektorem hebrejštiny, poté docentem religionistiky (1970) a profesorem Starého zákona (1977). V letech 1966–1968 hostoval na Humboldtově univerzitě a Kirchliche Hochschule v Berlíně. Byl členem překladatelské skupiny, jejíž prací vznikl Český ekumenický překlad Bible. Vytvořil tzv. responzívní teorii vzniku náboženství. Zabýval se také problematikou tzv. „etického zlomu“.
Roku 1990 se stal prvním předsedou České společnosti pro studium náboženství (ČSSN).

## Responzivní hypotéza
Hellerova responzivní hypotéza (z lat. respondere – odpovídat) o vzniku náboženství se zakládá na myšlence, že nejvlastnější otázky, které si člověk klade, jsou otázky po smyslu bytí (otázky jako Co je život? Co bude po smrti? Kdo jsem?). Odpověď však stále nemůže nalézt, proto si začíná vytvářet náboženství, které mu tuto odpověď poskytne; lépe řečeno člověk si tuto odpověď sám vytvoří prostřednictvím náboženství.
Heller tuto teorii předložil ve své knize Nástin religionistiky: uvedení do vědy o náboženstvích, kterou napsal společně s Milanem Mrázkem. Kniha poprvé vyšla v roce 1988, ve druhém vydání roku 2004.